# Ruščica
Ruščica – wieś w Chorwacji, w żupanii brodzko-posawskiej, w gminie Klakar. W 2011 roku liczyła 1135 mieszkańców.